# Монумент на Уолъс
Монументът на Уолъс (на английски: Wallace Monument), известен също и само като Уолъс, e националнен паметник в Шотландия, Обединеното кралство.
Представлява кула, която стои на върха на абатството Крейг на хълм близо до Стърлинг. Тя е посветена на сър Уилям Уолъс – шотландски герой от 13 век.
Кулата е построена след кампания за набиране на средства, която възражда шотландската национална идентичност в 19 век. В допълнение към публичната подписка тя е частично финансирана и от редица чуждестранни дарители, включително и от италианския национален лидер Джузепе Гарибалди.
Паметникът е завършен през 1869 г., по проект на архитекта Джон Томас Рочед, за сумата от £ 18 000. Представлява пясъчна кула с височина 67 м (220 фута), построена в готически викториански стил.
Намира се на сградата на абатството Крейг – вулканичен зъбер над Камбускенетското абатство, споменато от Уолъс, където събирали армията на английския крал Едуард I точно преди битката при моста Стърлинг.
Паметникът е публично достъпен. Посетителите трябва да изкачат стълбище от 246 стъпала, докато стигнат галерия в короната на паметника, който разкрива просторен изглед към Охил Хилс и Четвъртата долина.
Редица артефакти, за които се смята, че принадлежат на Уолъс, са изложени във вътрешността на паметника, включително мечът на Уолъс, който е с дължина 1,68 м и е с 2 остриета.